# Jean Guyot (banquier)
Pour les articles homonymes, voir Jean Guyot et Guyot.
Jean Guyot, né le 6 septembre 1921 à Grenoble et mort le 9 septembre 2006 à Paris 15e, est un haut fonctionnaire et banquier français, puis mécène et philanthrope.

## Biographie
Au cours de la seconde guerre mondiale, il participe au mouvement Jeunesse et Montagne. Il rejoint ses camarades dans la Colonne Rapide no  6 des FFI d'Auvergne.

### Carrière professionnelle
Au sortir de la Seconde Guerre mondiale, Jean Guyot entre à l'Inspection des finances en avril 1945. Il est appelé au cabinet de Robert Schuman au ministère des Finances en juin 1946. En 1948, il est secrétaire de la Commission des investissements, la « passerelle » entre le Trésor et le Plan finançant les secteurs prioritaires de la reconstruction.
En 1954, il rejoint Jean Monnet à Luxembourg, où il dirige la division Finances de la haute autorité de la CECA.
Il entre en 1955 à la banque Lazard, recruté par André Meyer. Il en devient un des principaux associés-gérants.
En 1958, il participe aux travaux de la commission qui prépare le plan Pinay-Rueff.
À sa retraite, il crée la fondation de mécénat Hippocrène, notamment centrée sur les projets à caractère européen.